# Ieri, oggi, domani (film 1963)
Ieri, oggi, domani è un film del 1963 diretto da Vittorio De Sica, vincitore dell'Oscar al miglior film straniero nel 1965.

## Trama
Il film è articolato in tre episodi ambientati in tre grandi città italiane, tutti interpretati dalla coppia formata da Sophia Loren e da Marcello Mastroianni e diretti dal regista Vittorio De Sica su soggetti scritti da altrettanti grandi autori della cultura italiana.

### Adelina

Adelina e Pasquale Nardella

Napoli, quartiere Forcella: Adelina Sbaratti, una venditrice abusiva di sigarette, per non essere arrestata ricorre ad una lunga serie di maternità. Il carcere sarà evitato fino a quando il marito Carmine non sarà più capace di continuare a ingravidare la moglie. 

### Anna
Anna è una ricca signora di Milano che intrattiene una tresca amorosa con un uomo di modeste condizioni, quasi per cercare un'evasione dal suo arido mondo. Basterà però un banale incidente a rivelare il vero valore di questo rapporto superficiale.

### Mara

Mara e Augusto

Mara, una squillo d'alto bordo, abita a Roma in Piazza Navona in un appartamento all'ultimo piano: tra i suoi clienti più affezionati c'è il bolognese Augusto. La dirimpettaia di Mara è Giovanna, una donna anziana e molto timorata di Dio, che sta temporaneamente ospitando Umberto, il nipote seminarista, che si invaghisce della squillo senza essere a conoscenza della sua professione.
Mara inizialmente sta al gioco, ma si accorge di aver commesso un errore quando Umberto minaccerà di abbandonare gli studi per provare fino in fondo le gioie della vita, facendo così rattristare molto sua nonna che si reca allora da Mara piangendo a comunicarle l'intenzione del giovane di lasciare il seminario. La squillo si confida con Umberto consigliandogli che non varrebbe la pena mandare tutto a monte per lei ed esortandolo perciò a seguire la sua vocazione.
Alla fine ogni cosa si sistemerà per il meglio; rimasta sola con Augusto, Mara si esibisce per lui in un sensuale spogliarello, senza però andare oltre, dovendo infatti rinunciare ad avere rapporti sessuali per una settimana a causa del fioretto da lei fatto affinché Umberto non venisse meno alla vocazione.

## Produzione
L'episodio Adelina fu scritto da Eduardo De Filippo con la collaborazione di Isabella Quarantotti. L'ispirazione nasce dalla storia vera della contrabbandiera napoletana Concetta Muccardi, che per non andare in carcere ebbe ben diciannove gravidanze, sette delle quali finite con la nascita di figli. La donna continuò il suo mestiere di venditrice di sigarette di contrabbando fino alla morte, avvenuta il 21 novembre del 2001 all'età di settantotto anni.
L'episodio Anna fu scritto da Billa Zanuso e Cesare Zavattini. Espressione cinematografica, in chiave sarcastica, di quella spietata critica alla società borghese italiana che è uno degli elementi caratterizzanti dell'opera (Troppo ricca) di Alberto Moravia.
L'episodio Mara fu scritto da Cesare Zavattini.
Il film venne girato negli stabilimenti della Titanus-Appia, e gli esterni vennero realizzati nelle tre città italiane in cui sono ambientati gli episodi, ossia Napoli, Milano e Roma. Le società di produzione furono la compagnia cinematografica Champion per cui lavorò Carlo Ponti e Les Films Concordia.

## Colonna sonora
Nel primo episodio (Adelina) vengono cantate Vierno da Michele Mattera, Catarì, Sona chitarra, 'E ccerase e Torna Maggio. Nel terzo episodio (Mara) vengono cantate Abat jour da Henry Wright e La partita di pallone dalla stessa Loren.

## Distribuzione

### Data di uscita
- Italia, Ieri, oggi, domani  19 dicembre 1963
- Inghilterra, Yesterday, Today, Tomorrow 1964
- Stati Uniti, Yesterday, Today and Tomorrow 17 marzo 1964[3]
- Svezia 24 aprile 1964
- Francia, Hier, aujourd'hui et demain 15 maggio 1964
- Giappone, Kinô, kyô, ashita 1º agosto 1964
- Germania Ovest, Gestern, heute und morgen 19 agosto 1964
- Finlandia 7 febbraio 1969

## Accoglienza
Il Morandini critica la scelta del titolo a sproposito elogiando il primo episodio, mentre vede qualche difficoltà nel secondo, che viene definito da altri come «velenoso».
Si tratta del primo film in Techniscope grazie a Giovanni Ventimiglia che lavorò per la Technicolor italiana. Questo film inoltre è stato l'ultimo della celeberrima caratterista napoletana Tina Pica, la quale ormai vicina agli 80 anni decise di ritirarsi dalle scene.

## Riconoscimenti
- 1965 - Premio Oscar
  - Miglior film straniero (Italia)
- 1964 - Golden Globe
  - Miglior film straniero (Italia)
- 1965 - Premio BAFTA
  - Miglior attore straniero a Marcello Mastroianni
- 1964 - David di Donatello
  - Miglior produttore a Carlo Ponti
  - Miglior attore protagonista a Marcello Mastroianni
  - Miglior attrice protagonista a Sophia Loren
- 1964 - Nastro d'argento
  - Nomination Miglior attrice protagonista a Sophia Loren
  - Nomination Migliore fotografia a Giuseppe Rotunno

## Influenza culturale
L'episodio ambientato a Roma è reso celebre dalla scena cult dello spogliarello di Mara (ancora una volta, Sophia Loren), accompagnato dalle note di Abat-jour (Salomé), successo di Henry Wright, sotto gli occhi di un famelico Mastroianni, nei panni di un cliente bolognese. L'indimenticabile scena sarà riproposta in Prêt-à-Porter di Robert Altman trent'anni dopo, in chiave ironica, da una Loren sempre affascinante e da un Mastroianni che stavolta finisce per addormentarsi.
Lo stesso, altrettanto celebre, spogliarello di Kim Basinger in 9 settimane e ½ ha ben più di un punto di contatto con questa scena. La scena è ripresa anche nel videoclip animato di Mina e Adriano Celentano del brano Che t'aggia fa', contenuto nell'album Mina Celentano del 1998. Nel film Un mostro e mezzo con Franco e Ciccio, nella scena dove Franco mangia la sua ultima cena prima della decapitazione, volendo Sophia Loren come compagna per quella occasione, il poliziotto fa vedere il poster di Ieri, oggi, domani.